# Grönvingad spegelduva
Grönvingad spegelduva (Phaps elegans) är en fågel i familjen duvor inom ordningen duvfåglar.

## Utseende
Grönvingad spegelduva är en kompakt duva med glänsande vingpennor. Fjäderdräkten är i övrigt övervägande rödbrun med grå undersida. 

## Utbredning och systematik
Grönvingad spegelduva förekommer enbart i Australien och delas in i två underarter med följande utbredning:
- Phaps elegans occidentalis – sydvästra Australien (Dongara till Point Culver)
- Phaps elegans elegans – sydöstra Queensland till sydcentrala Australien och Tasmanien

## Levnadssätt
Grönvingad spegelduva hittas i tät vegetation, vanligen med inslag av ett tjockt lager av buskar och snår. Den ses vanligen enstaka eller i par, ofta när den besöker vattensamlingar för att dricka vid gryning eller skymning.

## Status och hot
Arten har ett stort utbredningsområde, men tros minska i antal, dock inte tillräckligt kraftigt för att den ska betraktas som hotad. Internationella naturvårdsunionen IUCN listar arten som livskraftig (LC).